# Tbilissky (huyện)
Huyện Tbilissky (tiếng Nga: ? райо́н) là một huyện hành chính tự quản (raion), của Vùng Krasnodar, Nga. Huyện có diện tích 959 kilômét vuông, dân số thời điểm ngày 1 tháng 1 năm 2000 là 51700 người. Trung tâm của huyện đóng ở Stanitsa Tbilisskaya.